# 爱在别乡的季节
《愛在別鄉的季節》是1990年上映的一部香港劇情片，由羅卓瑤執導，張曼玉、梁家輝、文希蓮主演。故事讲述海外移民的艰苦生活。本片入圍第27屆金馬獎及第10屆香港電影金像獎共十七項提名，最終榮獲金馬獎的最佳男主角、最佳剪輯及最佳錄音。

## 剧情
中国女人李紅（張曼玉 飾）千方百计多次想要申請移民到美國，在经历多次签证失败后，最後透過與在文革中认识的趙南生（梁家輝 飾）結婚生子，終於成功拿到簽證，但在美國卻遭遇了生計上的困難，住在陰暗潮濕的地下室，還曾遭壞人強姦未遂，后买得假离婚证，找有绿卡的男人结婚，骗取他的钱财。她不时写信回乡说想家，但最后的一封信中，紅要丈夫立即办理离婚，從此音訊全無。趙南生经巴拿马、墨西哥偷渡到美國纽约，寻访妻子的下落。由于偷渡途中遭遇打劫，身上没剩下多少钱，本想寄居在一位當画家的朋友處，却遭驱逐。一次在街上偶遇酷似妻子的华裔美国少女Jane（文希蓮 飾），却在追逐过程中误伤一华人黑帮头领，不得已随Jane一起逃跑。
15岁的Jane不思学业，经常换男友，不過心地善良，願意幫助南生寻访妻子阿红的下落。一路上他們遇見各式各樣的移民客，藉此吐露出移民美國的辛酸。在寻找阿红的过程中，兩人生活陷入困境，Jane不得已賣淫来换取资金，趙南生為她扯皮條。
1989年夏天，趙南生終於找到紅，卻發現紅已經精神失常，惶惶不可终日，提到寄给家乡的信都未得到回复。他们共度一晚后，趙南生發現紅完全是另一個人，打扮光鮮亮麗，到唐人街向離鄉老人騙錢，本想帶她去看心理醫生，但精神分裂的紅根本不認得南生，在一陣激烈的反抗與追逐中，阿红用隨身攜帶的铁锥刺穿了南生的心脏，死前趙南生全家福的照片掉在血泊之中，紅看著照片中的人物（她和南生育有一子山山），卻什麼都記不得了。

## 配樂
導演羅卓瑤希望在配樂中反映中西文化衡突，配樂師沈聖德採用福佬音樂伴以藍調結他，營造鄉愁感。

## 獎項
| 年份 | 頒獎典禮             | 獎項         | 名單   | 結果 |
| ---- | -------------------- | ------------ | ------ | ---- |
| 1990 | 第8屆都靈電影節      | 最佳劇情片   |        | 提名 |
| 1990 | 第27屆金馬獎         | 最佳劇情片   |        | 提名 |
| 1990 | 第27屆金馬獎         | 最佳導演     | 羅卓瑤 | 提名 |
| 1990 | 第27屆金馬獎         | 最佳男主角   | 梁家輝 | 獲獎 |
| 1990 | 第27屆金馬獎         | 最佳原著劇本 | 方令正 | 提名 |
| 1990 | 第27屆金馬獎         | 最佳美術設計 | 李樂詩 | 提名 |
| 1990 | 第27屆金馬獎         | 最佳剪輯     | 金馬   | 獲獎 |
| 1990 | 第27屆金馬獎         | 最佳錄音     | 沈聖德 | 獲獎 |
| 1990 | 第27屆金馬獎         | 評審團大獎   | 文希蓮 | 獲獎 |
| 1991 | 第10屆香港電影金像獎 | 最佳電影     |        | 提名 |
| 1991 | 第10屆香港電影金像獎 | 最佳導演     | 羅卓瑤 | 提名 |
| 1991 | 第10屆香港電影金像獎 | 最佳編劇     | 方令正 | 提名 |
| 1991 | 第10屆香港電影金像獎 | 最佳男主角   | 梁家輝 | 提名 |
| 1991 | 第10屆香港電影金像獎 | 最佳女主角   | 張曼玉 | 提名 |
| 1991 | 第10屆香港電影金像獎 | 最佳女配角   | 文希蓮 | 提名 |
| 1991 | 第10屆香港電影金像獎 | 最佳新人     | 文希蓮 | 提名 |
| 1991 | 第10屆香港電影金像獎 | 最佳攝影     | 馬楚成 | 提名 |
| 1991 | 第10屆香港電影金像獎 | 最佳電影配樂 | 沈聖德 | 提名 |